# Tamás István Pál
dr. Tamás István Pál (Budapest, 1952. december 6.), magyar mérnök-közgazdász, üzletember, az IBS Nemzetközi Üzleti Főiskola alapítója, a Csodák Palotája fenntartója, a Dunaholding alapítója.

## Életpályája
Ápolónő és nyomdász szülők gyermekeként született. Érettségi után a Moszkvai Építőmérnöki Egyetemre jelentkezett, aminek villamosmérnöki karán, irányítástechnika szakon végzett. Hazatérve kétéves mérnök-közgazdász képzésen vett részt a Budapesti Corvinus Egyetemen és a kisdoktori címét már itt védte meg közgazdaságtanból.
1976-ban a Vízügyi Tervező Vállalatnál kezdett dolgozni, mint villamosmérnök. 1982-től két évig az Országos Anyag- és Árhivatalban dolgozott árellenőrként, majd a Fővárosi Mélyépítési Tervező Vállalathoz került gazdasági igazgatónak. 1989-ben megalapította a Dunaholding Rt-t, amely elsősorban privatizációs tanácsadással foglalkozott. Itt elnök-vezérigazgatóként egy több száz főt foglalkoztató sikeres céget vezetett, majd 1991-ben a Számalkkal közösen alapított IBS Nemzetközi Üzleti Főiskola fenntartója, 1997-től rektora lett. Négy gyermeke: Katalin (48), Péter (46), Anna (28), Veronika (22).

## Szakmai tevékenysége
- 1976 Vízügyi Tervező Vállalat – villamosmérnök
- 1982 Országos Anyag- és Árhivatal – főelőadó
- 1984 Fővárosi Mélyépítési Tervező Vállalat – gazdasági igazgató
- 1989-ben megalapítja a Dunaholding Rt-t, amely elsősorban privatizációs tanácsadással foglalkozik (1999-ig elnök-vezérigazgatója)
- 1991-ben a Számalkkal közösen megalapítják az International Business Schoolt, ahol 1995-től a főigazgatói tisztséget is betölti
- 1997-től a Nemzetközi Üzleti Főiskola alapítója és jelenleg is a fenntartója, 2012-ig rektora
- 1997-től a Csodák Palotája Tudományos Játszóház fenntartója[2]
- 2008-ban Geszti Péterrel megalapítják a Nemzeti Vágta rendezvényt, melynek három évig elnöke[3]

## Könyvei
- Capital Transformation and Privatization in Hungary – Vantage Press, New York(1999)
- Főkönyv – AB OVO, Budapest(1997)
- Milyen lesz az elmúlt század? – AB OVO, Budapest(1998)
- Az üzlet – AB OVO, Budapest(1999)
- Szamárfül, avagy a tanulás története – AB OVO, Budapest(2000)
- Ruha teszi az embert-avagy a munkaruhák története – AB OVO, Budapest(2001)
- Minden utazás-vállalkozás
- Minden vállalkozás-utazás – AB OVO, Budapest(2002)
- Európába mentem!
- Magyarország – AB OVO, Budapest(2003)

## Díjai
- 1999 – Oxford Brookes University díszdoktor
- 2001 –  Kármán Tódor-díj
- 2002 – Pro Urbe Budapest díj